# 리시 (힌두교)

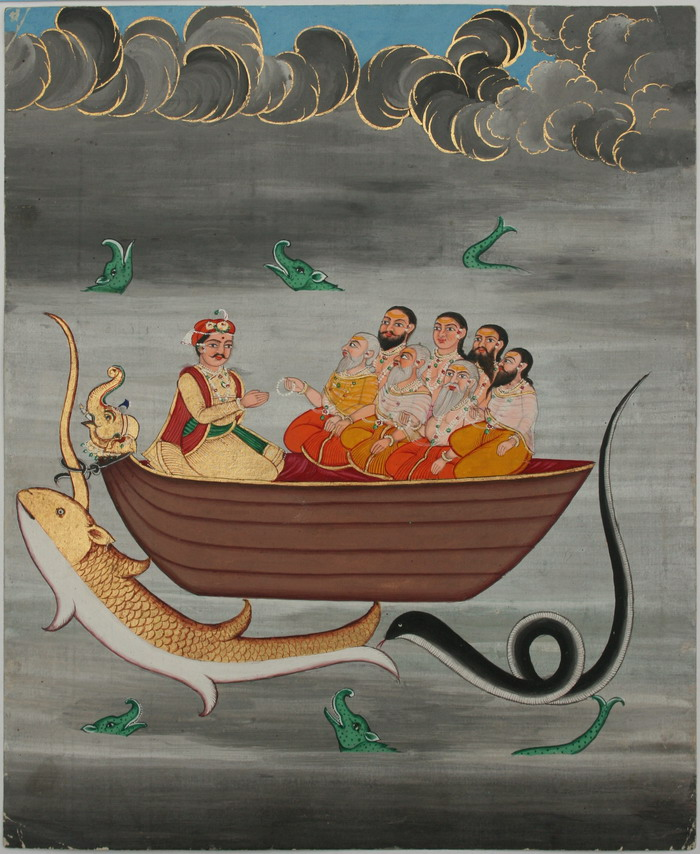
18세기 후반 자이푸르, 라자스탄주의 사프타리시와 마누를 묘사한 그림.

리시(산스크리트어: ऋषि IAST: ṛṣi)는 인도계 종교에서 성취를 이루고 깨달음을 얻은 사람이다. 그들은 다양한 베다 문헌에서 언급된다. 리시는 베다의 찬가를 작곡했다고 믿어진다. 힌두교의 후기 베다 전통은 리시를 "위대한 요기" 또는 "현자"로 간주하는데, 이들은 강렬한 고행 후에 최고의 진리와 영원한 지식을 깨달아 찬가로 만들었다. 이 용어는 팔리어 문헌에서 이시(Ishi)로 나타나며, 불교에서는 부처나 연각, 아라한 또는 고위 승려를 의미할 수 있다.

## 어원
인도 전통에 따르면, 이 단어는 'rsh'(ṛṣ)라는 어근의 두 가지 다른 의미에서 파생될 수 있다. 산스크리트어 문법학자들은 이 단어를 두 번째 의미인 "가다, 움직이다"에서 유래한다고 본다. V. S. 아프테는 이 특정 의미와 파생을 제시하고, 모니어 모니어-윌리엄스도 약간의 수정을 거쳐 동일한 내용을 제시한다.
이 어근의 다른 형태는 "흐르다, 흐르면서 가까이 움직이다"를 의미한다. (위에 인용된 모든 의미와 파생은 모니어-윌리엄스의 산스크리트어-영어 사전에 기반한다.) 모니어-윌리엄스는 또한 "ṛṣati jñānena saṃsāra-pāram"(즉, "영적 지식을 통해 이 세속적인 세계를 넘어선 자")이라는 위대한 (산스크리트어-산스크리트어) 사전을 편찬한 타라나타를 인용한다.
모니어-윌리엄스의 저작이 출판되기 전에, 야스카는 "드리시(drish)"에서 왔다고 제안하고 아우파만야바를 인용하여 자신의 의견을 뒷받침했다.
그러나 이 어근은 밀접한 아베스타어 동족어인 에레시시(ərəšiš) "황홀경에 빠진 자"를 가지고 있다 (또한 유로디비, 바테스 참조). 하지만 줄리어스 포코르니의 인도유럽어 사전은 이 단어를 "솟아오르다, 돌출하다"를 의미하는 인도유럽어족 원시어 *h3er-s와 연결하여 "뛰어난"이라는 의미로 르타와 옳음 및 아샤와 동족어로 본다. 산스크리트어에서 어근 '리시'의 형태는 많은 단어에서 '아르시-'가 된다 (예: 아르시).
만프레드 마이어호퍼가 그의 어원 사전에서 제시한 현대 어원학적 설명은 이 경우를 미해결로 남겨두고, ṛṣ "붓다, 흐르다"(PIE *h1ers)와의 연결보다는 독일어 rasen "황홀경에 빠지다, 다른 정신 상태에 있다" (그리고 아마도 리투아니아어 aršus)와의 연결을 선호한다.

## 힌두 경전에서

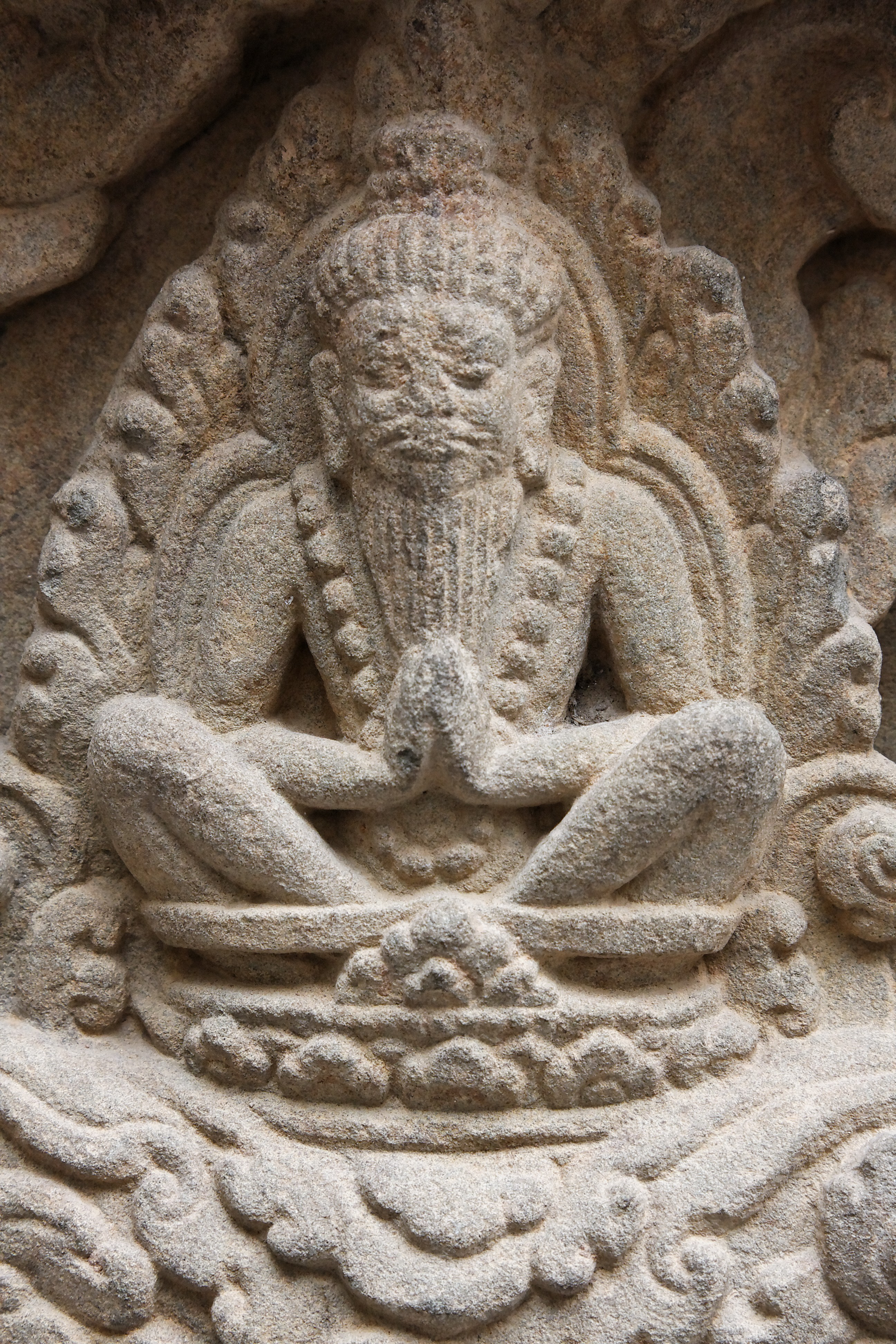
리시를 묘사한 사원 부조.

베다에서 이 단어는 베다 찬가의 영감받은 시인을 의미한다. 특히 Ṛṣi는 리그베다 찬가의 저자들을 지칭한다. 리시에 대한 가장 초기의 목록 중 일부는 자이미니야 브라마나 2.218절과 브리하다란야카 우파니샤드 2.2.4절에서 발견된다.
후기 베다 전통은 리시를 "현자" 또는 성인으로 간주하며, 초기 신화 체계에서 아수라, 데바, 필멸의 인간과 구별되는 독특한 부류의 신성한 인간 존재를 구성한다. 비베카난다는 "리시"를 만트라-드라슈타(Mantra-drashtas) 또는 "사상을 보는 자"라고 묘사했다. 그는 말했다. "진리는 인도의 리시들, 즉 만트라-드라슈타들, 사상을 보는 자들에게 왔다. 그리고 미래의 모든 리시들에게 올 것이다. 말하는 자들에게, 책을 삼키는 자들에게, 학자들에게, 언어학자들에게 오는 것이 아니라 사상을 보는 자들에게 올 것이다."
리그베다에는 로마샤, 로파무드라, 아팔라, 카드루, 비스바바라, 고샤, 주후, 바감브리니, 파울로미, 야미, 인드라니, 사비트리 및 데바야니와 같은 여성 리시카들이 언급된다. 사마 베다에는 노다, 아크리시타바샤, 시카타니바바리, 가우파야나가 추가된다.
반면 마하바라타 12권에는 마리치, 아트리, 앙기라스, 풀라하, 크라투, 풀라스티아 및 바시스타의 후기 베다 목록이 있다. 마하바라타 목록은 첫 번째 만반타라의 사프타리시를 명시적으로 언급하며 현재 만반타라의 사프타리시를 언급하지 않는다. 각 만반타라에는 고유한 사프타리시 집합이 있었다. 하리밤샤 417ff에는 각 만반타라의 리시 이름이 열거되어 있다.
사프타rṣi 외에도 다른 현자들의 분류가 있다. 우선순위에 따라 내림차순으로 브라마르시, 마하르시, 라자르시가 있다. 데바rṣi, 파라마rṣi, 슈루타rṣi, 칸다rṣi는 마누스므리티 4.94절과 11.236절, 그리고 칼리다사의 두 드라마에 추가되어 있다.
헤마드리(Hemādri)의 차투르바르가-친타마니(Chaturvarga-Chintāmani)는 브라만(Brāhmanas)의 8분할 중 'riṣi'를 7번째 위치에 놓는다. 아마라코샤(아마라심하(Amarasimha)가 편찬한 유명한 산스크리트어 동의어 사전)는 7가지 유형의 riṣi를 언급한다: 슈루타르시(Shrutarshi), 칸다르시(Kāndarshi), 파라마르시(Paramarshi), 마하르시(Maharshi), 라자르시(Rājarshi), 브라마르시(Brahmarshi) 및 데바르시(Devarshi). 아마라코샤는 리시(Rishi)를 산야시(sanyāsi), bhikṣu(빅슈), 파리브라자카(parivrājaka), 타파스비(tapasvi), 무니(muni), 브라마차리(brahmachāri), 야티(yati) 등 다른 유형의 현자들과 엄격하게 구별한다.

## 불교 경전에서
리시(Rishi)라는 용어는 불경 전체에서 언급된다. 팔리어에서는 "이시(Isi)"로 알려져 있다. 리시는 또한 붓다, 연각, 아라한 또는 고위 승려로 불릴 수 있다. 불교 팔리어 문헌에서 붓다는 여러 번 "마헤시(Mahesi)"(팔리어; 산스크리트어: 마하리시; 가장 위대한 현자라는 뜻)로 불린다. 팔리어 대장경의 이시길리 숫타(Isigili Sutta)는 500명의 리시(연각)의 이름을 언급한다. 1~3세기 경에 쓰인 불교 경전인 마하마유리 탄트라는 잠부드비파(오늘날의 인도, 파키스탄, 아프가니스탄, 방글라데시, 네팔) 전역의 리시들을 언급하며 불법 보호를 위해 그들을 부른다.
많은 자타카도 다양한 리시를 언급한다. 날리니카 자타카(Nalinikā Jātaka, Jā 526)는 붓다의 전생, 즉 히말라야에 홀로 사는 리시(이시)를 소개한다. 그의 아들도 리시였으며, 이름은 이시싱가(Isisiṅga; 팔리어; 산스크리트어: Ṛṣyaśṛṅga)였다. 아가스티야 자타카(Agastya Jataka, 산스크리트어; 팔리어: Akitta Jataka) 이야기는 보살, 즉 아가스티야(산스크리트어; 팔리어: Akkhata)를 리시로 언급한다.

## 인도네시아의 리시
대부분의 중세 시대 자와의 힌두 사원은 리시 아가스티야의 조각상이나 부조를 보여주는데, 보통 시바파 사원의 남쪽을 지키고 있다. 몇몇 예로는 칸디 삼비사리와 욕야카르타 근처의 프람바난 사원이 있다.

## 캄보디아, 태국, 미얀마, 라오스의 르시

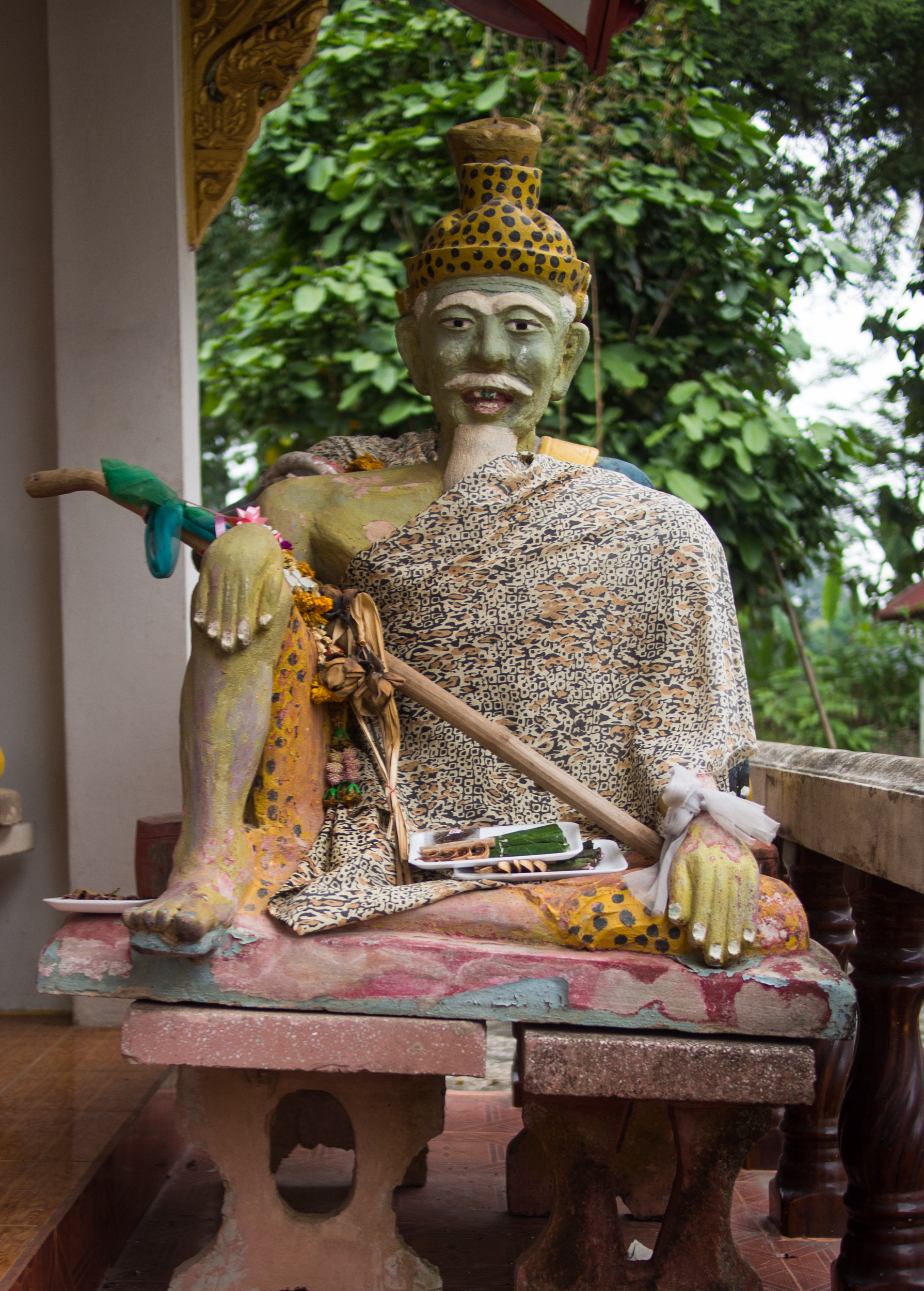
난 (태국)의 왓 수안 탄에 있는 르시 조각상

르시 (산스크리트어: ṛṣi, 크메르어: តាឥសី, 태국어: ฤๅษี, 라오어: ລືສີ)는 은둔해 있는 현자로, 인도의 리시에 해당한다. 미얀마에는 레세(Rase)라고 알려진 몇몇이 있다. 팔리어로는 아카타(Akkhata), 산스크리트어로는 아가스티야(Agastya)로 알려진 리시는 태국에서는 프라 르시 아코트(Phra Reusi Akkhot)로 알려져 있으며, 자타카의 불교 경전에서 이 르시가 보살로 언급되어 스리랑카와 동남아시아에서 고행을 수행했기 때문에 동남아시아에서 중요한 르시이다. 르시 숭배는 동남아시아 불교에서 중요한 관습이다. "리시"(르시로 발음)라는 이름은 태국어 알파벳의 한 글자의 기초이기도 하다. 곧 르-시(태국어: ษ ฤๅษี)이다.

## 다른 용도
리시는 또한 남자 이름으로 사용되며, 드물게 브라만 성으로도 사용된다.
카르나틱 음악에서 "리시"는 멜라카르타 라가의 일곱 번째 차크라(그룹)이다. 차크라의 이름은 각 이름과 관련된 숫자에 기반한다. 이 경우 일곱 리시가 있어 일곱 번째 차크라가 "리시"이다.
이 리시들의 후손들은 자신들의 조상 혈통을 가문의 "고트라"를 통해 언급한다. 이는 현재 힌두 사회의 브라만 종파들 사이에서 흔한 관습이다.

## 같이 보기
- 데바리시
- 사프타리시
- 리시 판차미
- 리시카스
- 사두
- 리샤바
- 리샤바나타
- 프라바라스
- 슈라마나
- 아파우르세야트바
- 요기 / 요기니
- 카비
- 비드야다라
- 웨이자
- 선인

## 참고 문헌
- Apte, Vaman Shivram (1965), 《The Practical Sanskrit-English Dictionary》 Four Revis a Enlarg판, New Delhi: Motilal Banarsidass, ISBN 978-81-208-0567-5
- Apte, Vaman Shivram (1966), 《Sanskrit-Hindi Koṣa》 Reprint 1997판, New Delhi: Motilal Banarsidass
- Chopra, Deepak (2006), 《Life After Death: The Burden of Proof》 fir판, Boston: Harmony Books
- Kosambi, D. D. (1956), 《An Introduction to the Study of Indian History》 Seco판, Bombay: Popular Prakashan Pvt Ltd, 35c Tardeo Road, Popular Press Bldg, Bombay-400034
- Śāstri, Hargovind (1978), 《Amarkoṣa with Hindi commentary》, Vārānasi: Chowkhambā Sanskrit Series Office

## 추가 자료
- 리그베다의 리시카